# ماریو کاموس
ماریو کاموس (انگلیسی: Mario Camus؛ زادهٔ ۲۰ آوریل ۱۹۳۵ – درگذشته ۱۸ سپتامبر ۲۰۲۱) فیلم‌نامه‌نویس و کارگردان اهل اسپانیا بود. فیلم او کندو برنده خرس طلایی از جشنواره فیلم برلین شد. کاموس در ۱۸ سپتامبر ۲۰۲۱ براثر کهولت سن درگذشت.
از فیلم‌های او می‌توان به با باد شرق اشاره کرد.